# Биополимер
Биополимерите са широк клас полимери, които се получават при протичането на различните видове процеси в живите организми. Биополимери са белтъците, нуклеиновите киселини и полизахаридите.
Според това дали са изградени от различни или еднакви мономери, те се разделят на хетерополимери (всички белтъци и нуклеинови киселини, част от полизахаридите) и хомополимери (някои полизахариди).
Те се получават чрез свързване на мономери, при което се отделя вода. Реакцията се нарича кондензация. Обратна реакция, при която биополимер се разпада на съставните си мономери с поглъщане на вода, се нарича хидролиза. Всички биополимери могат да хидролизират.